# イシドル (サンクトペテルブルク府主教)
サンクトペテルブルク府主教イシドル（ロシア語: Исидор、1799年10月1日（10月12日） - 1892年9月7日（9月19日）、いずれもユリウス暦、括弧内はグレゴリオ暦換算）は、聖務会院時代のロシア正教会において、1860年から1892年にかけて、ノヴゴロドおよびサンクトペテルブルクおよびフィンランドの府主教（ロシア語: Митрополит Новгородский и Санкт-Петербургский и Финляндский）として聖務会院の首席にあった府主教。俗名はイアコフ・セルゲーエヴィチ・ニコリスキイ（ロシア語: Иаков Сергеевич Никольский）。
ニコライ・カサートキンは、日本正教会への伝道資金・大聖堂建設資金集めのためにロシアに二回目の一時帰国中（そしてこれがニコライの生涯最後の帰国、1879年9月 - 1880年10月）、サンクトペテルブルク滞在中に、当時サンクトペテルブルク府主教であったイシドルを繰り返し訪ねている。その際、生活上の指導、聖堂建設についての助言、および日本正教会の伝道に必要な資金面の支援など、各種支援を受けた。その結果、日本宣教のための組織、日本ロシア正教伝道会社が設立され、ニコライ・カサートキンが伝道会社社長に就任した。